# American Journal of Gastroenterology
Das American Journal of Gastroenterology, abgekürzt Am. J. Gastroenterol., ist eine wissenschaftliche Fachzeitschrift, die vom Nature-Verlag im Auftrag des American College of Gastroenterology veröffentlicht wird. Derzeit erscheint die Zeitschrift mit zwölf Ausgaben im Jahr. Es werden Arbeiten zur Klinik von gastroenterologischen Erkrankungen veröffentlicht.
Der Impact Factor lag im Jahr 2014 bei 10,755. Nach der Statistik des ISI Web of Knowledge wird das Journal mit diesem Impact Factor in der Kategorie Gastroenterologie und Hepatologie an sechster Stelle von 76 Zeitschriften geführt.